# Raja binoculata
Raja binoculata é uma espécie de peixe da família Rajidae.
Pode ser encontrada nos seguintes países: Canadá e Estados Unidos.
Os seus habitats naturais são: mar aberto e mar costeiro.